# Nagina
Nagina är en stad i Indien, och är belägen i distriktet Bijnor i Uttar Pradesh, vid järnvägen mellan Awadh och Rohilkand. Den hade 95 246 invånare vid folkräkningen 2011. Traditionellt har staden varit ett centrum för tillverkning av socker, gevär, glasvaror (särskilt flaskor, vari pilgrimerna medför Gangesvatten från Hardwar), elfenbensarbeten, hamp- och bomullsvänader.